# Schyschaky
Schyschaky (ukrainisch Шишаки; russisch Schischaki) ist eine Siedlung städtischen Typs in der zentralukrainischen Oblast Poltawa am linken Ufer des Flusses Psel. Sie war bis Juli 2020 das Rajonszentrum des gleichnamigen Rajons Schyschaky.

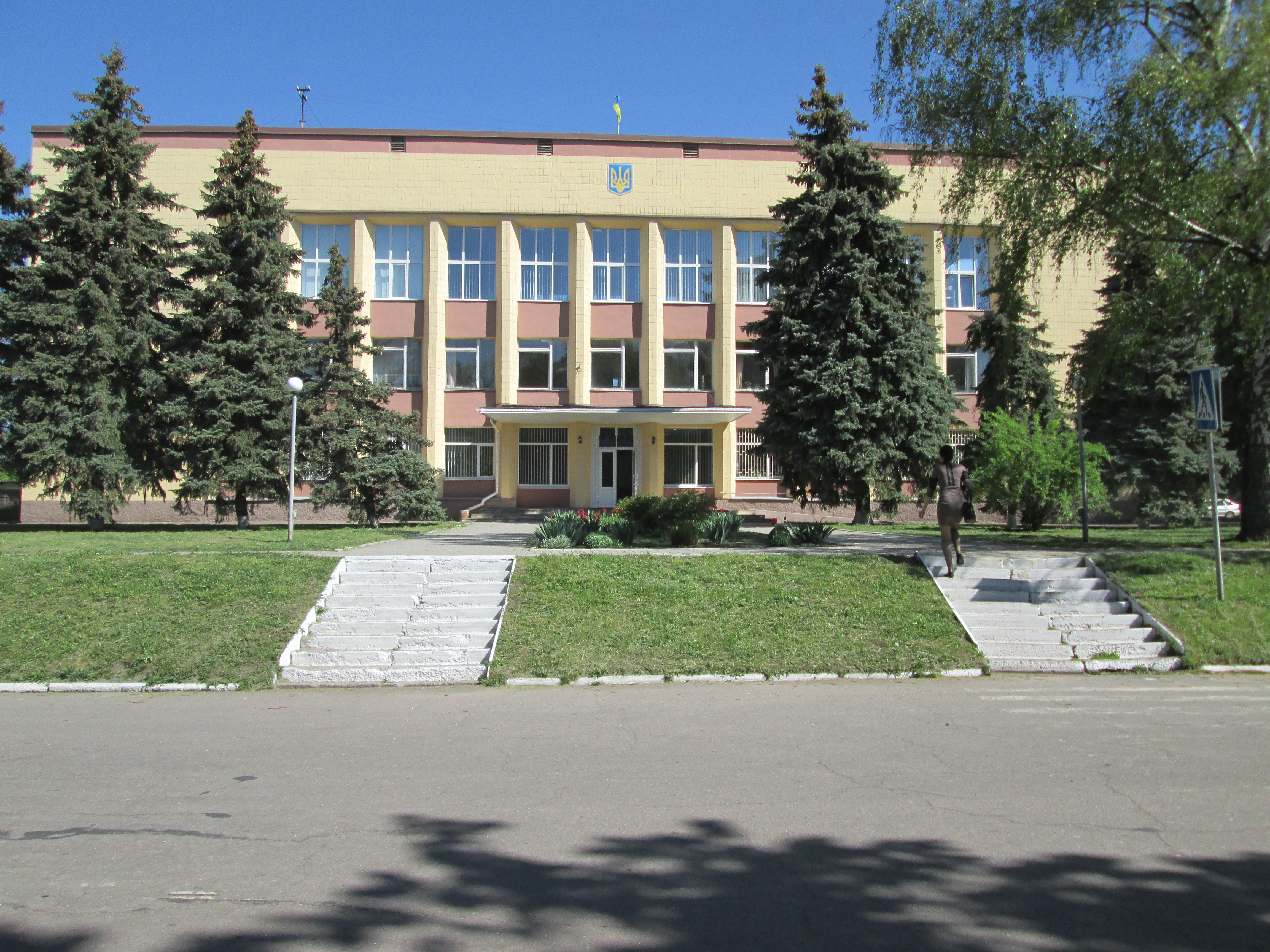
Verwaltungsgebäude im Ort

## Geschichte
Schyschaky wurde erstmals 1399 urkundlich erwähnt. 1673 erhielt der Ort ein Wappen. Anfang des 20. Jahrhunderts lebten etwa 3.500 Menschen in dem Ort, welcher damals über zwei Kirchen und drei Schulen verfügte. In dieser Zeit fand wöchentlich ein Markt und jährlich vier Jahrmärkte statt. 1984 wohnten 5.100 Einwohner in Schyschaky.

## Infrastruktur und Wirtschaft
Wirtschaftlich liegt der Schwerpunkt auf der Nahrungsmittelindustrie, insbesondere auf der Käse- und Mineralwasserproduktion. Der Ort verfügt über eine Musikschule und ein Heimatkundemuseum. Die nächste Eisenbahnstation befindet sich im zwölf Kilometer entfernten Dorf Jaresky.

## Verwaltungsgliederung
Am 13. August 2015 wurde die Siedlung zum Zentrum der neugegründeten Siedlungsgemeinde Schyschaky (Шишацька селищна громада/Schyschazka selyschtschna hromada). Zu dieser zählten auch die 62 in der untenstehenden Tabelle aufgelisteten Dörfer, bis dahin bildete sie zusammen mit den Dörfern Babytschi, Chodosycha, Chwoschtschowe, Hryhoriwschtschyna, Lehejdy, Towste, Tschernyschiwka und Wyschnewe die gleichnamige Siedlungsratsgemeinde Schyschaky (Шишацька селищна рада/Schyschazka selyschtschna rada) im Westen des Rajons Schyschaky.
Am 12. Juni 2020 kamen noch weitere 12 Dörfer Bilaschi, Buchuny, Chwalky, Fedunka, Hontschari, Jaresky, Miroschnyky, Nyschni Jaresky, Rajiwka, Rymyhy, Sosniwka und Sosuli zum Gemeindegebiet.
Am 17. Juli 2020 kam es im Zuge einer großen Rajonsreform zum Anschluss des Rajonsgebietes an den Rajon Myrhorod.
Folgende Orte sind neben dem Hauptort Schyschaky Teil der Gemeinde:
| Name                     | Name              | Name                                            |
| ukrainisch transkribiert | ukrainisch        | russisch                                        |
| ------------------------ | ----------------- | ----------------------------------------------- |
| Babytschi                | Бабичі            | Бабичи (Babitschi)                              |
| Baraniwka                | Баранівка         | Барановка (Baranowka)                           |
| Bilaschi                 | Білаші            | Белаши (Belaschi)                               |
| Buchuny                  | Бухуни            | Бухуны                                          |
| Charenky                 | Харенки           | Харенки (Charenki)                              |
| Chodossycha              | Ходосиха          | Ходосиха (Chodossicha)                          |
| Chrystiwka               | Христівка         | Христевка (Christewka)                          |
| Chwalky                  | Хвальки           | Хвальки (Chwalki)                               |
| Chwoschtschowe           | Хвощове           | Хвощево (Chwoschtschewo)                        |
| Demjanky                 | Дем’янки          | Демьянки (Demjanki)                             |
| Dmytriwka                | Дмитрівка         | Дмитровка (Dmitrowka)                           |
| Fedunka                  | Федунка           | Федунка                                         |
| Hnatenky                 | Гнатенки          | Гнатенки (Gnatenki)                             |
| Hoholewe                 | Гоголеве          | Гоголево (Gogolewo)                             |
| Hontschari               | Гончарі           | Гончары (Gontschary)                            |
| Horischnje               | Горішнє           | Горишнее (Gorischneje)                          |
| Hryhoriwschtschyna       | Григорівщина      | Григоровщина (Grigorowschtschina)               |
| Jakowenschtschyna-Horowa | Яковенщина-Горова | Яковенщина-Горовая (Jakowenschtschina-Gorowaja) |
| Jaresky                  | Яреськи           | Яреськи (Jareski)                               |
| Klymowe                  | Климове           | Климово (Klimowo)                               |
| Koljady                  | Коляди            | Коляды                                          |
| Kolodjaschne             | Колодяжне         | Колодежно (Kolodeschno)                         |
| Kowerdyna Balka          | Ковердина Балка   | Ковердина Балка (Kowerdina Balka)               |
| Kryworutschky            | Криворучки        | Криворучки (Kriworutschki)                      |
| Kyrpotiwka               | Кирпотівка        | Кирпотовка (Kirpotowka)                         |
| Kysselycha               | Киселиха          | Киселиха (Kisselicha)                           |
| Lehejdy                  | Легейди           | Легейды (Legeidy)                               |
| Leschtschany             | Лещани            | Лещаны (Leschtschani)                           |
| Luzi                     | Луці              | Луци                                            |
| Mala Busowa              | Мала Бузова       | Малая Бузова (Malaja Busowa)                    |
| Malyj Perewis            | Малий Перевіз     | Малый Перевоз (Maly Perewos)                    |
| Malykiwschtschyna        | Маликівщина       | Маликовщина (Malikowschtschina)                 |
| Manatschyniwka           | Маначинівка       | Маначиновка (Manatschinowka)                    |
| Masliwzi                 | Маслівці          | Масловцы (Maslowzy)                             |
| Miroschnyky              | Мірошники         | Мирошники (Miroschniki)                         |
| Mychajlyky               | Михайлики         | Михайлики (Michailiki)                          |
| Naumenky                 | Науменки          | Науменки (Naumenki)                             |
| Nossy                    | Носи              | Носы                                            |
| Nyschni Jaresky          | Нижні Яреськи     | Нижние Яреськи (Nischnije Jareski)              |
| Nysowa Jakowenschtschyna | Низова Яковенщина | Низовая Яковенщина (Nisowaja Jakowenschtschina) |
| Pawliwka                 | Павлівка          | Павловка (Pawlowka)                             |
| Pelahejiwka              | Пелагеївка        | Пелагеевка (Pelagejewka)                        |
| Perewodtschykowe         | Переводчикове     | Переводчиково (Perewodtschikowo)                |
| Perschotrawnewe          | Першотравневе     | Першотравневое (Perschotrawnewoje)              |
| Pokrowske                | Покровське        | Покровское (Pokrowskoje)                        |
| Porskaliwka              | Порскалівка       | Порскалевка (Porskalewka)                       |
| Prynzewe                 | Принцеве          | Принцево (Prinzewo)                             |
| Pryschyb                 | Пришиб            | Пришиб (Prischib)                               |
| Rajiwka                  | Раївка            | Раевка (Rajewka)                                |
| Romanky                  | Романки           | Романки (Romanki)                               |
| Rymyhy                   | Римиги            | Римиги (Rimigi)                                 |
| Sahajdak                 | Сагайдак          | Сагайдак (Sagaidak)                             |
| Salymiwschtschyna        | Салимівщина       | Салимовщина (Salimowschtschina)                 |
| Samary                   | Самари            | Самары                                          |
| Schafraniwka             | Шафранівка        | Шафрановка (Schafranowka)                       |
| Scharlajiwka             | Шарлаївка         | Шарлаевка (Scharlajewka)                        |
| Schorschiwka             | Жоржівка          | Жоржевка (Schorschewka)                         |
| Schwadrony               | Швадрони          | Швадроны                                        |
| Selene                   | Зелене            | Зелёное (Seljonoje)                             |
| Sosniwka                 | Соснівка          | Сосновка (Sosnowka)                             |
| Sosuli                   | Зозулі            | Зозули                                          |
| Sulymy                   | Сулими            | Сулимы (Sulimy)                                 |
| Towste                   | Товсте            | Толстое (Tolstoje)                              |
| Tschernyschiwka          | Чернишівка        | Чернышевка (Tschernyschewka)                    |
| Tschornobaji             | Чорнобаї          | Чернобаи (Tschernobai)                          |
| Tyschtschenky            | Тищенки           | Тищенки (Tischtschenki)                         |
| Welyka Busowa            | Велика Бузова     | Великая Бузова (Welikaja Busowa)                |
| Welykyj Perewis          | Великий Перевіз   | Великий Перевоз (Weliki Perewos)                |
| Welytschkowe             | Величкове         | Величково (Welitschkowo)                        |
| Wertelezke               | Вертелецьке       | Вертелецкое (Wertelezkoje)                      |
| Woronjanschtschyna       | Воронянщина       | Воронянщина (Woronjanschtschina)                |
| Woskobijnyky             | Воскобійники      | Воскобойники (Woskoboiniki)                     |
| Wyschnewe                | Вишневе           | Вишневое (Wischnewoje)                          |
| Zjowy                    | Цьови             | Цевы (Zewy)                                     |

## Persönlichkeiten
- Geburtsort des ukrainischen Mathematikers Jurij Oleksijowytsch Mytropolskyj (1917–2008)
- Geburtsort des ukrainischen Agronoms und Politikers Kyrylo Osmak (1890–1960)
- Während der deutschen Besatzungszeit wurde im Jahr 1943 die russische Dichterin und Dramaturgin Wera Fjodorowna Panowa (1905–1973) in den Ort umgesiedelt, in welchem sie bis zur Befreiung des Gebietes durch die Sowjetarmee blieb.